# Kanton Saint-Louis (Guadeloupe)
Der Kanton Saint-Louis war ein französischer Wahlkreis im Übersee-Département Guadeloupe im Arrondissement Pointe-à-Pitre. Er umfasste einzig die Gemeinde Saint-Louis.